# ایر ایتام
ایر ایتام (به لاتین: Air Itam) یک منطقهٔ مسکونی در مالزی است که در North-East Penang Island واقع شده‌است.